# Sphodrus leucophthalmus
Sphodrus leucophthalmus é uma espécie de insetos coleópteros pertencente à família Carabidae.
A autoridade científica da espécie é Linne, tendo sido descrita no ano de 1758.
Trata-se de uma espécie presente no território português.